# Ngưỡng sinh thái

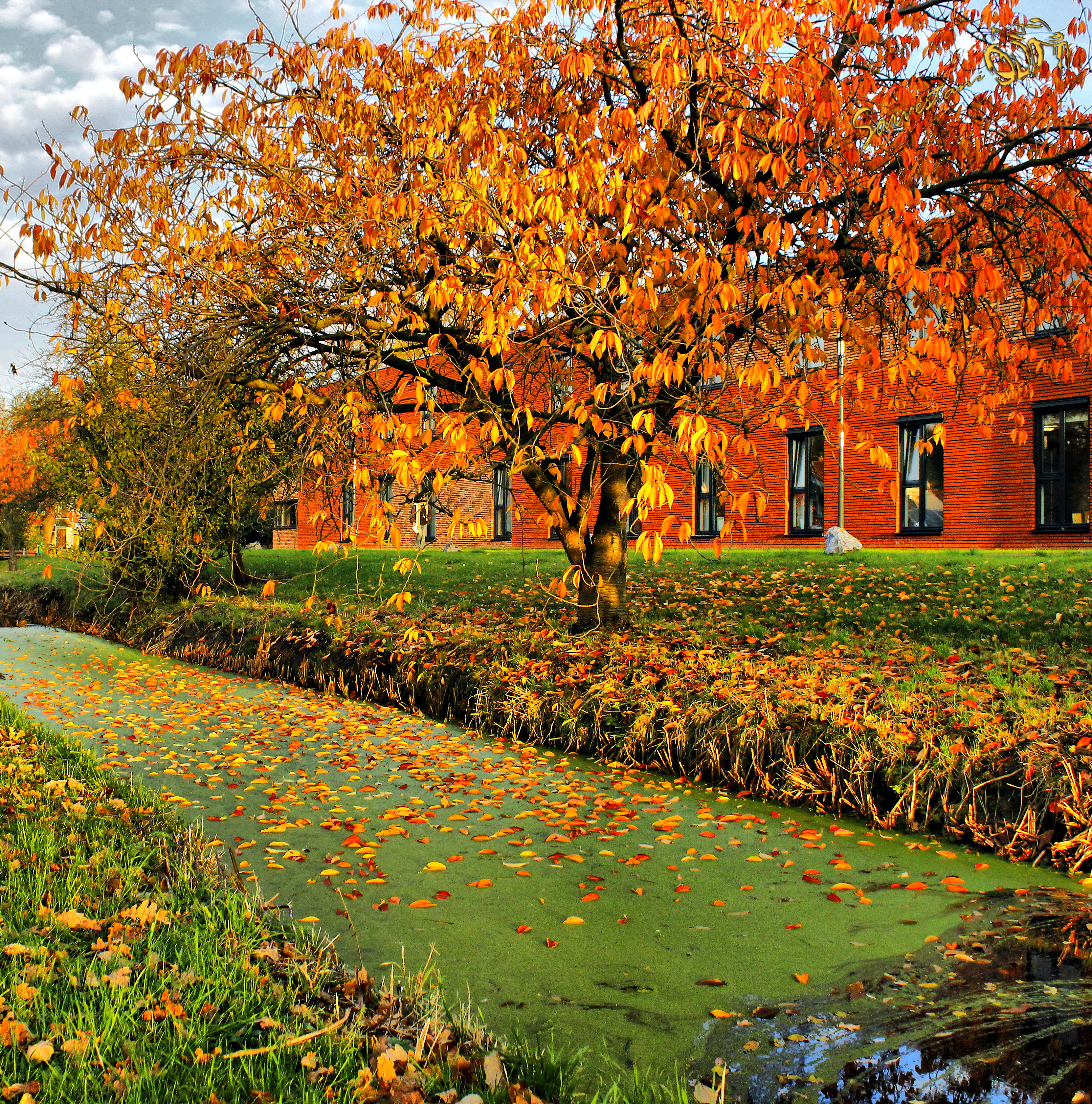
Một con kênh bị phú dưỡng gây quá ngưỡng sinh thái.

Ngưỡng sinh thái là một điểm mà tại đó một sự thay đổi hoặc xáo trộn của điều kiện bên ngoài sẽ gây ra sự thay đổi nhanh chóng cho cả một hệ sinh thái. Khi hệ sinh thái nào đã bị biến đổi qua ngưỡng sinh thái này, thì hệ sinh thái đó khó có thể phục hồi trở lại trạng thái vốn có trước đây của nó.
Nói cách khác, ngưỡng sinh thái là điểm mà hệ sinh thái sẽ bị mất cân bằng sinh học vốn có và bị phá vỡ, dẫn đến sự thay đổi đột ngột về thành phần sinh vật của quần xã, thay đổi phân bố loài trong quần xã và cả môi trường vô sinh (tức sinh cảnh) của hệ sinh thái đó.
Đây là thuật ngữ trong sinh thái học, dịch từ tiếng Anh là ecological threshold (IPA: /ˌɛkəˈlɒʤɪkəl ˈθrɛʃˌhəʊld/). Chẳng hạn như bón nhiều phân hóa học để cây trồng tươi tốt, nhưng lượng phân dư thừa tích lũy lại, thấm xuống đất và chảy ra kênh, sẽ gây ra hiện tượng phú dưỡng: nhiều sinh vật chết, các sinh vật lạ xuất hiện (hình bên). Muốn kênh này "quay trở lại" như xưa là rất khó, vì phải cải tạo lại đất, thay nước kênh, tìm lại các sinh vật đã tuyệt diệt ở đây.

## Ví dụ khác
- Con người dùng quá nhiều phân đạm trong nông nghiệp, lượng dư thừa tích tụ dần dần gây hiện tượng phú dưỡng ở ao, hồ lân cận, phá vỡ hệ sinh thái cũ, làm hàng loạt các loài thủy sinh bị chết, thành phần nước thay đổi hẳn, có thể dẫn đến sự xuất hiện của nhiều loài sinh vật thích nghi với môi trường mới, nhưng lại có hại.
- Một hồ nước vốn trong vắt do biến cố nào đó biến thành hồ nước đục ngầu, dẫn đến thay đổi thành phần cá, chim bói cá, v.v. Nói chung, xâm phạm ngưỡng sinh thái thường gây ra hậu quả kinh tế nghiêm trọng.[3]
- Sự phá vỡ hệ sinh thái do vượt ngưỡng sinh thái còn do chính sinh vật gây ra, tức là một loại nội diễn thế. Chẳng hạn, bài báo của Hunt và Rapu-Haoa về biến đổi hàng ngàn năm trước đây ở vườn quốc gia Rapa Nui của Chilê cho rằng đã từng có "thảm hoạ sinh thái" do chuột gây ra, do chuột phát triển quá nhiều và quá nhanh mà tàn phá hệ thực vật ở đây.[4]